# Institut national de la statistique et de l'analyse économique
Pour les articles homonymes, voir Institut national de la statistique.
L'Institut national de la statistique et de l'analyse économique (abrégé en INSAE) est le service officiel des statistiques du Bénin, transformé  en avril 1997 par décret présidentiel en établissement public à caractère scientifique doté de la personnalité morale et de l'autonomie financière. Ses activités se déroulent dans le cadre plus général du système statistique du Bénin organisé par la loi de 2000 qui fait de l'INSAE un organe du Conseil national de la statistique.
L'INSAE est une structure publique placée sous l'autorité du ministre chargé de la statistique.

## Mission
L'INSAE assure le Secrétariat du Conseil national de la statistique.
Sa tâche essentielle consiste à rassembler, dépouiller, analyser et présenter au Gouvernement dans les délais convenus, des statistiques sûres, scientifiquement élaborées dont notamment les indicateurs et agrégats macro-économiques d'évolution de l'économie ou de toutes autres activités nationales. Il veille aussi à assurer le traitement ou à aider au traitement des informations statistiques et comptables des organismes publics, parapublics et autres qui lui en font la demande. Il est notamment chargé de :
- élaborer ou appuyer une méthodologie scientifique pour les administrations et organismes publics et privés, en vue d'harmoniser les techniques utilisées et de rendre comparables les divers résultats obtenus et dans ce cadre contribuer à l'organisation de leurs services statistiques ;
- rassembler, exploiter et analyser les données statistiques provenant des enquêtes par sondage, des recensements, des statistiques courantes, et d'autres sources en vue d'une meilleure connaissance de la situation démographique, économique, financière et sociale de la République du Bénin ;
- organiser et exécuter les recensements démographiques, agricoles, industriels, socio-économiques et toutes autres enquêtes statistiques ;
- étudier les projets d'enquête ou d'étude soumis à visa et d'en faire un rapport à la commission compétente du Conseil national de la statistique pour décision appropriée ;
- étudier et suivre la conjoncture économique et financière du pays, établir les comptes économiques et produire les renseignements chiffrés utiles à l'élaboration des programmes de développement économique ;
- assurer la publication périodique des informations statistiques sous forme de bulletins, annuaires, revues, répertoires et autres ;
- centraliser la documentation existante aussi bien dans le domaine des études statistiques que dans celui des études démographiques et économiques et constituer une bibliothèque d'ouvrages statistiques ;
- faciliter et encourager l'étude et la recherche dans les domaines de la statistique, de la démographie et de l'informatique, et assurer la formation du personnel technique.

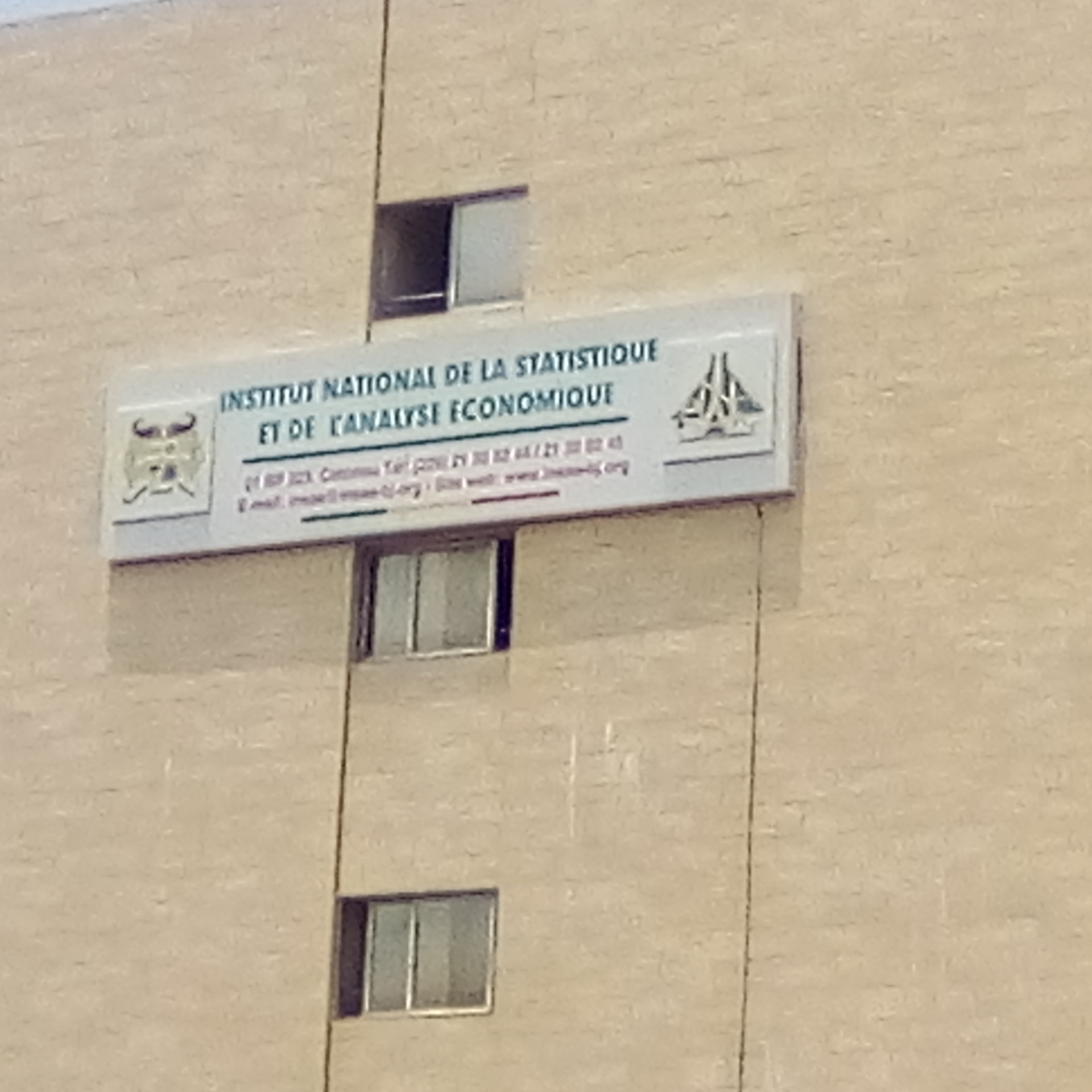
Immeuble INSAE Bénin

## Organisation
L’INSAE, en tant qu'établissement public, comporte comme organes de direction : une Direction générale, un Comité de direction et un Conseil d’administration.

### Le Conseil d'administration
Le Conseil d’administration est composé de sept membres désignés conformément aux textes de loi régissant les offices à caractère social, culturel et scientifique, après avis du Conseil National de la Statistique pour les membres proposés par ce dernier. Les membres du Conseil d’administration sont nommés par décret pris en conseil des ministres pour une durée de 3 (trois) ans sur proposition du Ministre de tutelle. Le fonctionnement du conseil d’administration est régi par son règlement intérieur qu’il adopte et amende à la majorité des deux tiers de ses membres.

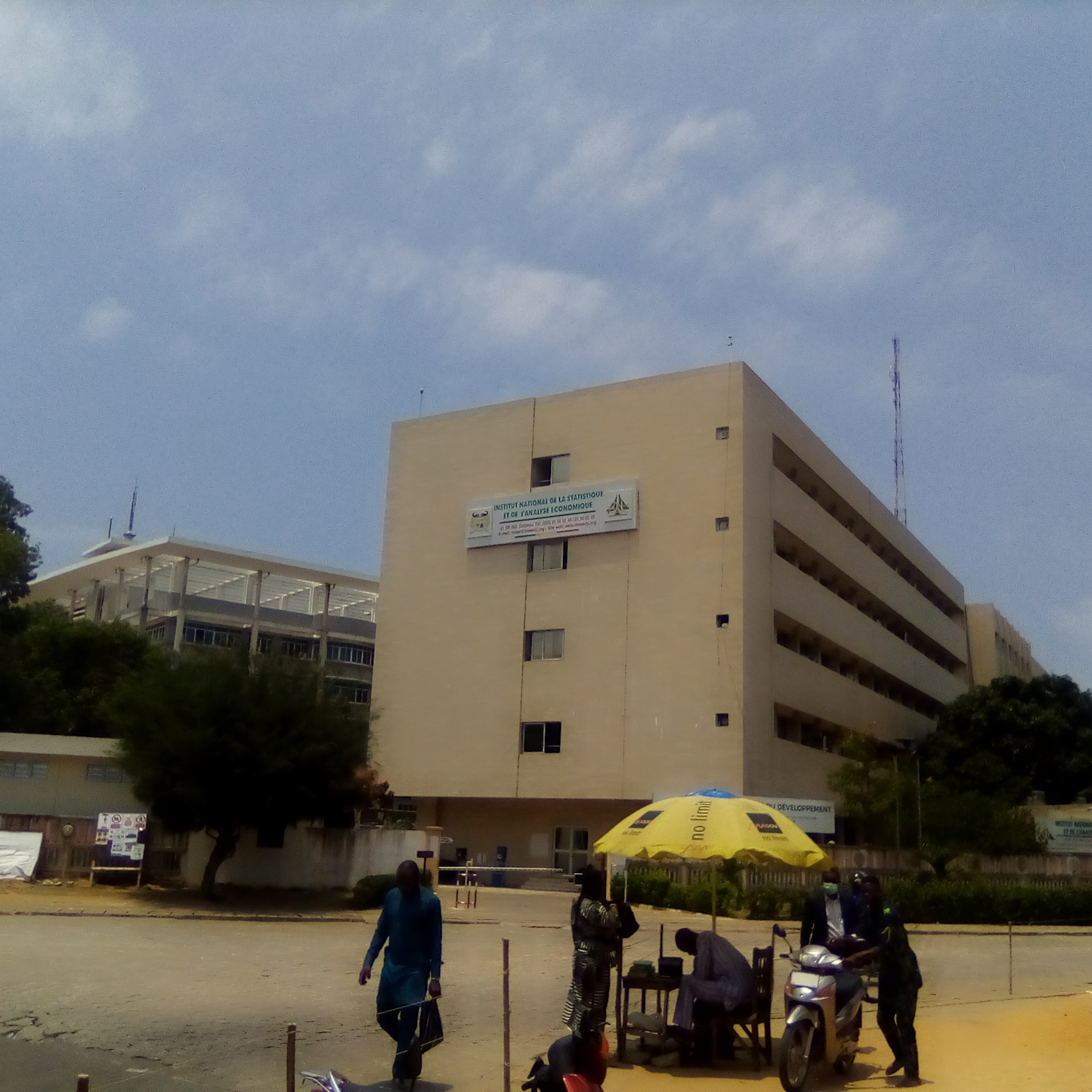
Immeuble INSAE Bénin 3

Il est composé de :
- un représentant du Ministre de tutelle, Président
- un représentant du Ministre des finances ;
- deux représentants des producteurs de statistiques sectorielles choisis parmi les membres du Conseil national de la statistique (CNS) sur proposition de ce dernier ;
- deux (2) représentants des utilisateurs des statistiques, dont un représentant des organismes internationaux, proposés par le ministre de tutelle ;
- un représentant du personnel de l’Institut désigné en assemblée générale de son personnel permanent.

Le Conseil d’administration se réunit au moins deux fois l’an. Sa session budgétaire ne peut intervenir qu’après la session annuelle du Conseil national de la statistique qui arrête le programme statistique national dont celui de l’Institut. Il examine les bilans financiers et les comptes de gestion de l’institut et vote son budget, lesquels sont soumis à l’approbation du Conseil des ministres.

### La Direction générale
Elle est dirigée par un Directeur général assisté d'un Directeur général-adjoint, et comporte les unités suivantes :
- le secrétariat particulier
- la Direction administrative et financière
- la Direction des statistiques et études économiques ;
- la Direction des études démographiques ;
- la Direction des statistiques sociales :
- la Direction du traitement de l’information et des publications ;
- la Direction de la coordination statistique, de la formation et de la recherche.

Elle assure la tutelle technique des services départementaux ou régionaux de la statistique appartenant au ministère chargé du Plan.

### le Comité de direction
Le Comité de direction est un organe consultatif de la Direction générale. Il est composé du Directeur général qui assure sa présidence, du Directeur général-adjoint qui en est le vice-président, des directeurs techniques, du Directeur administratif et financier et de deux délégués du personnel élus en assemblée générale du personnel. Le Directeur administratif et financier en assure le secrétariat. Une note de service du Directeur général précise le règlement intérieur du comité.
Le Comité est consulté pour les décisions importantes, telles que l’élaboration du budget de l’Institut et sa politique générale. Il est réuni à la diligence du Directeur général qui lui soumet un ordre du jour. Il peut également être réuni à la demande de la majorité absolue de ses membres.

## Histoire
| Date            | Ministère                                                                                                | Ministre              |
| --------------- | --- | --------------------- |
| 22 octobre 2008 | d’État chargé de la prospective, du développement et de l’évaluation de l’action gouvernementale         | Pascal Irénée Koupaki |
| 18 juin 2007    | d'État chargé de l'économie, de la prospective, du développement et de l'évaluation de l'action publique | Pascal Irénée Koupaki |
| 9 janvier 2007  | d'État chargé du développement et de l'évaluation de l'action publique                                   | Pascal Irénée Koupaki |
|                 | |                       |
|                 | du plan, de la restructuration Économique et de la promotion de l’emploi                                 |                       |

| Nom                    | Période       |
| ---------------------- | ------------- |
| Cosme Vodounou         | 2004 - 2011   |
| Maurice Dossou Bankolé | ...... - 2004 |

Avant l'indépendance, en 1954, il est créé un Bureau territorial de statistique relevant du Service fédéral de l'AOF basé à Dakar ; en 1956 le Bureau devient un Service. Puis, un an après l'indépendance en 1961, il est érigé en Direction de la statistique, de la mécanographie, des études économiques et démographiques. En 1962, cette direction est transformée en une division au sein de la Direction des études et du plan pour devenir à nouveau un Service deux ans plus tard.
En septembre 1966, par décret, la Direction de la Statistique fut créée, érigée ensuite en Direction Générale sous le nom d'Institut national de la statistique et de l’analyse économique par l’ordonnance d'octobre 1973 portant création du Conseil national de la Statistique (CNS), dont il assure le secrétariat. C'est en 1997 que l'Institut est doté du statut d'établissement public à caractère scientifique, personne morale ayant l'autonomie financière. Son rôle est reprécisé par l'ordonnance de 2000 sur le Conseil national de la statistique qui prévoit qu'un décret à prendre en Conseil des ministres précisera l'organisation et le fonctionnement interne de l'Institut national de la statistique et de l'analyse économique.